# Gustaw (książę Sayn-Wittgenstein-Berleburg)
Gustaw Sayn-Wittgenstein-Berleburg (niem. Gustav Frederik Philip Richard; ur. 12 stycznia 1969 we Frankfurcie nad Menem) – książę Sayn-Wittgenstein-Berleburg, siostrzeniec królowej Danii, Małgorzaty II, oraz królowej Grecji, Anny Marii. Jest jedynym synem księcia Sayn-Wittgenstein-Berleburga, Ryszarda, oraz jego żony, Benedykty Glücksburg. 
W 2022 roku ożenił się z amerykańską pisarką, Kariną Axelsson. Surogatki, które para wynajęła, urodziły im dwoje dzieci – Gustawa Albrechta (ur. 2023) i Mafaldę (ur. 2024).  

## Życiorys
Urodził się 12 stycznia 1969 roku we Frankfurcie nad Menem jako pierworodne dziecko księcia Sayn-Wittgenstein-Berleburga, Ryszarda, oraz jego żony, Benedykty Glücksburg. Ze strony matki był wnukiem króla Danii, Fryderyka IX. Otrzymał imiona Gustaw Fryderyk Filip Ryszard (niem. Gustav Frederik Philip Richard). Pierwsze dwa imiona zyskał po swoich dziadkach – Gustawie Albrechcie (księciu Sayn-Wittgenstein-Berleburg) oraz królu Danii, Fryderyku IX. Ostatnie imię otrzymał po swoim ojcu, Ryszardzie (księciu Sayn-Wittgenstein-Berleburg). 
Był związany z Elvire Pasté de Rochefort. Zaręczyny pary ogłoszono 16 sierpnia 2000 roku. Ślub, planowany na 12 maja 2001 roku, nie doszedł jednak do skutku. Powodem miały być problemy finansowe rodziny panny młodej. Ostatecznie w lipcu 2001 roku poinformowano, że para się rozstała. 
Przez wiele lat Gustaw był związany z amerykańską pisarką, Kariną Axelsson. Nie mogli się pobrać z powodu klauzuli w testamencie dziadka Gustawa, która uniemożliwiała mu dziedziczenie majątku rodzinnego, jeśli nie poślubi protestantki o aryjskich i arystokratycznych korzeniach. Ostatecznie Gustaw ożenił się z Kariną w 2022 roku. 3 czerwca miała miejsce uroczystość cywilna, natomiast następnego dnia ceremonia religijna zaślubin. Świadkami pary został ówczesny książę koronny (następca tronu) Danii, obecnie król Danii, Fryderyk X, wraz z żoną, Marią Donaldson. 
Gustaw jest ojcem chrzestnym Ryszarda von Pfeil und Klein-Ellguth (syna jego siostry, Aleksandry), Konstantyna Johannsmanna (syna jego drugiej siostry, Natalii) oraz księcia Wincentego (syna króla Danii, Fryderyka X). 
W kwietniu 2023 roku poinformowano, że książę Gustaw i jego żona spodziewają się narodzin swojego pierwszego dziecka. Ogłoszono również, że para skorzystała z usług surogatki. Dziecko urodziło się 26 maja 2023 roku w Stanach Zjednoczonych. Chłopiec otrzymał imiona Gustaw Albrecht. 26 sierpnia 2023 roku chłopiec został ochrzczony, a jednym z jego chrzestnych został Chrystian, książę Danii, znajdujący się wówczas na drugim miejscu w linii sukcesji do duńskiego tronu. 
26 kwietnia 2024 roku surogatka wynajęta przez parę urodziła dziewczynkę, Mafaldę. 